# نادي بيليمينا يونايتد
نادي بيليمينا يونايتد هو نادي كرة قدم بريطاني أٌسس عام 1926. يلعب النادي في دوري أيرلندا الشمالية الممتاز.